# Wenera 2MW-2 No. 1
Wenera 2MW-2 No. 1 (również: Sputnik 21) – radziecka niedoszła sonda kosmiczna. Celem misji był przelot obok Wenus. Statek został zniszczony w wyniku eksplozji, w 531. sekundzie lotu, czwartej komory silnika 8D715K trzeciego stopnia rakiety nośnej. Powodem było nie zamknięcie się w porę zaworu odcinającego ciekły tlen i dostanie się go do gorącej komory, oraz wyłączenie się silnika 0,8 sekundy po zapłonie w wyniku kawitacji i uszkodzenia pompy tlenu.